# Argouseraie d'Újpest
L'argouseraie d'Újpest (en hongrois : Újpesti Homoktövis természetvédelmi terület) constitue une réserve naturelle protégée, située à Budapest et caractérisée comme d'intérêt local.